# 1512
| 1512               |
| ------------------ |
| Dødsfald - Fødsler |
|                    |

| Gregoriansk kalender | 1512 MDXII              |
| Ab urbe condita      | 2265                    |
| Armensk kalender     | 961 ԹՎ ՋԿԱ              |
| Kinesiske kalender   | 4208 – 4209 辛未 – 壬申 |
| Etiopisk kalender    | 1504 – 1505             |
| Jødisk kalender      | 5272 – 5273             |
| Hindukalendere       |                         |
| - Vikram Samvat      | 1567 – 1568             |
| - Shaka Samvat       | 1434 – 1435             |
| - Kali Yuga          | 4613 – 4614             |
| Iransk kalender      | 890 – 891               |
| Islamisk kalender    | 918 – 919               |

Konge i Danmark: Hans 1481-1513
Se også 1512 (tal)

## Begivenheder
- 1. november – Michelangelo fuldfører loftsbillederne i Det Sixtinske Kapel i Vatikanet i Rom.
- Danmark er i krig mod Lübeck 1510-1512
- Bornholms Gymnasium grundlægges under navnet Rønne Latinskole.